# Diplocolenus brevior
Diplocolenus brevior är en insektsart som beskrevs av Ross och Hamilton 1970. Diplocolenus brevior ingår i släktet Diplocolenus och familjen dvärgstritar. Inga underarter finns listade i Catalogue of Life.